# SP-354
A SP-354 é uma rodovia radial do estado de São Paulo, administrada pelo Departamento de Estradas de Rodagem do Estado de São Paulo (DER-SP).

## Denominações
Recebe as seguintes denominações em seu trajeto:
	Nome:		Edgard Máximo Zambotto, Rodovia
- De – até:	 SP-330 – Campo Limpo Paulista – Jarinu – SP-65
- Legislação: LEI 11.108 DE 09/04/2002

## Descrição
Principais pontos de passagem: SP 330 - Campo Limpo Paulista - Jarinú - SP 065

## Características

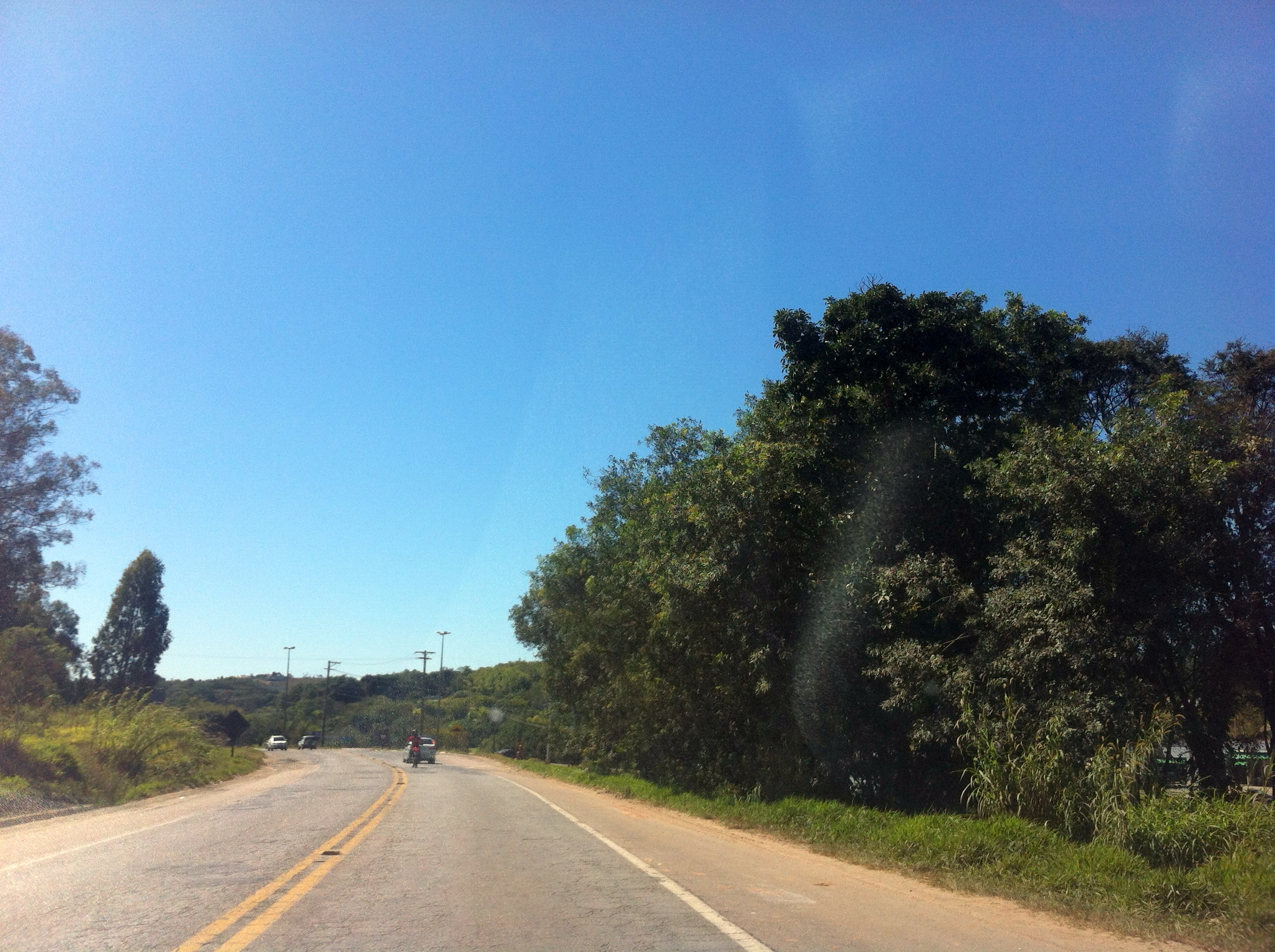
Trecho da SP-354 em Jarinu.

### Extensão
- Km Inicial: 38,200
- Km Final: 79,600

### Localidades atendidas
- Cajamar
- Franco da Rocha
- Campo Limpo Paulista
- Jarinu
- Atibaia